# Гавайсько-Імператорський хребет
19°49′14″ пн. ш. 155°28′05″ зх. д. / 19.8206° пн. ш. 155.468° зх. д.

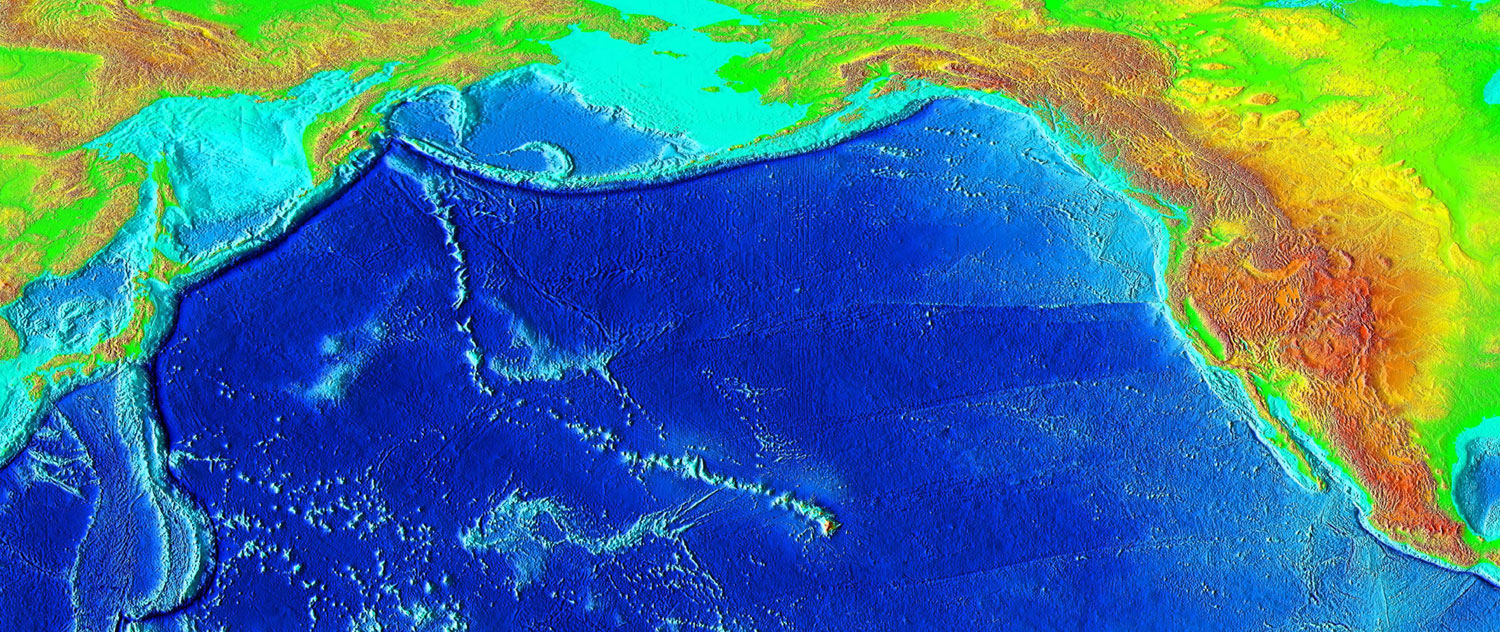
Гавайсько-Імператорський хребет на тлі Півночі Тихого океану

Гавайсько-Імператорський хребет — головним чином підводний гірський хребет у Тихому океані, що височіє над рівнем моря, на Гаваях. Складається з Гавайського хребта і Імператорського хребта: разом вони утворюють величезну підводну гірську область островів та підводних гір, атолів, мілин, банок й рифів що прямує з північного заходу на південний схід під північною частиною Тихого океану. Пасмо підводних гір, що містить понад 80 виявлених підводних вулканів, тягнеться більш ніж на 5800 кілометрів від Алеутської западини на крайньому північному заході Тихого океану до гори Лоїхі, наймолодшого вулкана в ланцюзі, що знаходиться приблизно за 35 км на південний схід від острову Гаваї.

## Поділ
Пасмо може бути розділено на три частини. По-перше, Гавайський архіпелаг (Навітряні острови), складається з островів, що входять до складу американського штату Гаваї. Ця частина найближча до гарячої точки, це вулканічноактивний регіон і наймолодша частина пасма, з віком, починаючи від 400 000 років до 5,1 мільйонів роківострів Гаваї складається з п'яти вулканів, три з яких (Кілауеа, Мауна-Лоа, і Гуалалаї) діючі. Підводна гора Лоїхі продовжує зростати в море, і є єдиним відомим вулканом в ланцюзі підводним дощитовим вулканом
Друга частина пасма, північно-західні Гаваї (Підвітряні острови), що мають вік між 7,2 і 27,7 млн років Ерозія давно зруйнувала надводну частину цих островів, і більшість з них є атоли, атольні острови і колишні острови. Це найпівнічніші атоли в світі; Один з них, Курі, є найпівнічнішим атолом в світі
Найстарішою і найеродованішою частиною пасма є Імператорський хребет, що має вік від 39 до 85 мільйонів роківІмператорське і Гавайське пасмо утворюють кут близько 120 °. Цей вигин довго відносили до відносно раптової зміни 60 ° в напрямку руху плит, але дослідження, проведене в 2003 році показує, що це був рух самої гарячої точки, що викликало вигин питання як і раніше наразі обговорюється. Всі вулкани в цій частині пасма вже давно знаходяться нижче рівня моря, ставши підводними горам і гайотами. Пасмо підводних гір простягається до західної частини Тихого океану, і закінчується в Курило-Камчатському жолобі, в зоні субдукції.

## Утворення
Найдавніша точка Імператорського хребта — підводна гора Детройт має вік 76 мільйонів років. Але, ймовірно, Гайот Мейдзі, розташований на північ від підводної гори Детройт, має більший вік.
У 1963 році геолог Йонн Тузо Вілсон висунув гіпотезу про походження Гавайсько-Імператорського хребта, пояснюючи, що його було створено гарячою точкою, яка була по суті стаціонарною, і Тихоокеанською тектонічною плитою що дрейфувала в північно-західному напрямку, залишаючи за собою вулканічні острови і підводні гори.
Під час руху океанічної кори над Гавайською гарячою точкою, плюм вивергав гарячу породу з мантії Землі. Тоді як океанічна кора рухається далі від джерела магми, виверження вулканів ставали менш частими і менш потужними, поки вони врешті не припиняли вивергатися. З цього часу ерозія вулкана і осідання морського дна викликали руйнацію вулканів, спочатку до атольних островів, потім атолів, ще пізніше до підводних гір і/або гайотів